# Kočapar Radoslavljević
Kočapar Radoslavljević – król Zety w 1102 roku.
Kočapar był synem Radosława, młodszego brata króla Zety Michała I, który władał Trawunią. Po śmierci Radosława jego najstarszy syn Branisław nie chciał uznać zwierzchnictwa króla Bodina. Prawdopodobnie pod wpływem królowej Jakwinty, która obawiała się o prawa do tronu swego potomstwa został około 1093/1095 roku wtrącony do więzienia, gdzie wkrótce potem zmarł. Wraz z nim zostali uwięzieni jego brat Gradisław i syn. Pozostali na wolności bracia Branisława, wśród nich Kočapar, i jego synowie zaprotestowali przeciw postępowaniu króla. Obawiając się wszakże o swe życie schronili się w Dubrowniku. Bodin obległ miasto i zażądał wydania zbiegów, mieszczanie jednakże odmówili. W walkach pod murami Dubrownika zginął tymczasem faworyt królowej, która w gniewie zażądała wyprowadzenia pozostałych dwóch więźniów i ścięcia ich pod murami miasta. Po tych wypadkach Kościół próbował mediacji między zwaśnionymi stronami. Żądni odwetu Branisławowicze wybrali jednak emigrację i schronili się pod opiekę cesarską w Konstantynopolu. 
Po śmierci Bodina w 1101 roku do walki o władzę w państwie stanął, wspierany przez matkę, najstarszy syn zmarłego króla, Michał oraz bracia przyrodni zmarłego króla, na których czele stanął najstarszy Dobrosław. Ostatecznie tytuł królewski otrzymał Dobrosław. Na wieść o śmierci Bodina w sprawy Zety postanowił się jednak również wmieszać cesarz bizantyński, wykorzystując zeckich wygnańców przebywających od kilku lat w Konstantynopolu. Z rozkazu cesarskiego bracia i synowie Branisława zostali przewiezieni do Dracza. Stamtąd Kočapar wspierany przez Bizantyńczyków udał się do Raszki, stanowiącej terytorium zależne od Zety, szukać pomocy przeciw Dobrosławowi. Wielki żupan Raszki Wukan skorzystał z okazji do zrzucenia zwierzchnictwa zeckiego i wyprawił się przeciw królowi Zety. W bitwie nad Moračą pokonał wojska Dobrosława, a na tronie Zety osadził Kočapara Radoslavljevicia. Dobrosław został pojmany i uwięziony w Raszce. Z faktu, że Kočapar był synem związanego z Trawunią Radosława, przyjmuje się, że opanował tę prowincję oraz rdzenną Duklę, zdobytą w toku walk prowadzonych wspólnie z Wukanem. Zahumle i Bośnia zostały opanowane w toku wojny domowej przez inne odłamy dynastii. Wzmianka Latopisu o spustoszeniach dokonanych przez Kočapara i Wukana na znacznych połaciach Dalmacji, może świadczyć o walkach toczonych w Zahumlu z jakąś lokalną dynastią.
Kočapar okazał się jednak władcą zbyt samodzielnym, zwrócił się wprawdzie po pomoc do żupana Raszki, nie miał jednak zamiaru słuchać go we wszystkim. Jeszcze tego samego roku Wukan ponownie wyprawił się przeciw Zecie i pozbawił Kočapara tronu, a osadził na nim bratanka Bodina, a swego zięcia Włodzimierza. Pozbawiony władzy Kočapar zbiegł do Bośni, gdzie ożenił się z córką nieznanego z imienia bana i ostatecznie zginął w toku jakichś walk toczonych w Zahumlu.